# LGA 1156
Le LGA 1156 est un socket permettant de connecter des processeurs Intel compatibles. Il s'appelait précédemment LGA 1160.
Son successeur est le LGA 1155.

## Description
Le socket LGA 1156 a été développé par Intel[réf. nécessaire], il utilise une matrice de pastilles présente sur la face inférieure du processeur (LGA étant l'acronyme de l'anglais Land Grid Array). Le nombre 1156 désigne le nombre de contacts électriques entre le socket et le processeur.

## Processeurs compatibles
Les premiers processeurs compatibles LGA 1156 sont les déclinaisons de la famille Nehalem doté d'un bus mémoire à double canal :
- Nehalem Lynnfield
- Nehalem Auburndale (annulé au profit d'Arrandale)
- Nehalem Havendale (annulé)
- Westmere Clarkdale

Modèles : Core i3, Core i5 et Core i7 (séries 8x0 uniquement).

## Chipsets
- Intel P55 : chipset "performance" compatible nVIDIA SLI et ATI Crossfire si la carte dispose d'au moins deux ports PCI Express 16x. Sans l'utilisation d'un GPU nVIDIA GeForce 200, le câblage est le suivant :
  - Avec une carte graphique : 16x
  - Avec deux cartes 8x/8x ou 16x/8x selon les modèles
- Intel H55, H57, P55, et Q57 pour les machines grand public. Dispose d'un port vidéo intégré et compatible avec l'IGP des Core i3 et Core i5 6xx.
- Intel 3400, 3420, 3450 et 3470 pour serveurs.